# Marcos Llorente
Marcos Llorente Moreno (Madrid, 30 januari 1995) is een Spaans voetballer die doorgaans als middenvelder speelt. Hij verruilde Real Madrid in juli 2019 voor Atlético Madrid, dat circa €40.000.000,- voor hem betaalde. Zijn oudoom Francisco Gento speelde meer dan vijftien seizoenen voor Real Madrid.

## Carrière
Llorente begon in 2002 met voetballen bij CD Las Rozas. Later speelde hij voor CD Nueva Roceña en Rayo Majadahonda alvorens hij in 2008 in de jeugdopleiding van Real Madrid terechtkwam. In de zomer van 2014 werd Llorente doorgeschoven naar Real Madrid Castilla door coach Zinédine Zidane. Op 24 augustus 2014 maakte Llorente zijn debuut voor Real Madrid Castilla in de met 1−2 verloren uitwedstrijd tegen Atlético Madrid B. In de voorbereiding van het seizoen 2015/16 werd Llorente bij het A-elftal gehaald. Hij speelde mee in de vriendschappelijke wedstrijden tegen Manchester City, Internazionale en Vålerenga. Op 17 oktober 2015 maakte Llorente zijn debuut in de Primera División tegen Levante. Hij kwam na 77 minuten het veld in als vervanger van Mateo Kovačić.
Real Madrid verhuurde Llorente in augustus voor de rest van het seizoen aan promovendus Alavés. Hij speelde op 10 augustus 2016 de volledige negentig minuten tijdens een 1–2 overwinning uit bij FC Barcelona en was vrijwel het hele seizoen basisspeler. Na zijn terugkeer lukte het hem ook de volgende twee jaar niet om door te breken bij Real Madrid. Dat verkocht hem in juni 2019 uiteindelijk voor circa €40.000.000,- aan Atlético Madrid.

## Clubstatistieken
| Seizoen | Club               | Competitie         | Competitie | Competitie | Beker | Beker | Internationaal | Internationaal | Totaal | Totaal |
| Seizoen | Club               | Competitie         | Wed.       | Dlp.       | Wed.  | Dlp.  | Wed.           | Dlp.           | Wed.   | Dlp.   |
| ------- | ------------------ | ------------------ | ---------- | ---------- | ----- | ----- | -------------- | -------------- | ------ | ------ |
| 2014/15 | Real Madrid B      | Segunda División B | 25         | 0          | –     | –     | –              | –              | 25     | 0      |
| 2015/16 | Real Madrid B      | Segunda División B | 37         | 3          | –     | –     | –              | –              | 37     | 3      |
| 2015/16 | Real Madrid        | Primera División   | 2          | 0          | 1     | 0     | 0              | 0              | 3      | 0      |
| 2016/17 | → Deportivo Alavés | Primera División   | 32         | 0          | 6     | 0     | –              | –              | 32     | 0      |
| 2017/18 | Real Madrid        | Primera División   | 13         | 0          | 6     | 0     | 1              | 0              | 20     | 0      |
| 2018/19 | Real Madrid        | Primera División   | 7          | 0          | 5     | 1     | 2              | 0              | 14     | 1      |
| 2019/20 | Atlético Madrid    | Primera División   | 29         | 3          | 3     | 0     | 4              | 2              | 36     | 5      |
| 2020/21 | Atlético Madrid    | Primera División   | 37         | 12         | 0     | 0     | 8              | 1              | 45     | 13     |
| 2021/22 | Atlético Madrid    | Primera División   | 14         | 0          | 2     | 0     | 5              | 0              | 21     | 0      |
| TOTAAL  | TOTAAL             | TOTAAL             | 284        | 39         | 29    | 6     | 67             | 5              | 380    | 50     |

Bijgewerkt tot 21 januari 2022

## Interlandcarrière
Llorente maakte deel uit van Spanje onder 19 en Spanje onder 21. Hij bereikte met Spanje onder 21 de finale van het EK onder 21 van 2017, die met 1–0 verloren werd van Duitsland onder 21. Llorente maakte op 11 november 2020 zijn debuut voor het Spanje in een oefeninterland tegen Nederland, die eindigde in een 1–1 gelijkspel. Hij werd op 27 mei 2024 door bondscoach Luis de la Fuente opgenomen in de voorlopige Spaanse selectie voor het EK 2024 in Duitsland, maar viel af voor de definitieve selectie.

## Erelijst
| Competitie                                     |                     |                     |                     |                     |
| Competitie                                     | Aantal              | Jaren               |                     |                     |
| Real Madrid Juvenil                            | Real Madrid Juvenil | Real Madrid Juvenil | Real Madrid Juvenil | Real Madrid Juvenil |
| ---------------------------------------------- | ------------------- | ------------------- | ------------------- | ------------------- |
| División de Honor Juvenil de Fútbol            | 1x                  | 2014                |                     |                     |
| Copa de Campeones de División de Honor Juvenil | 1x                  | 2014                |                     |                     |
| Real Madrid Castilla                           |                     |                     |                     |                     |
| Segunda División B                             | 1x                  | 2015/16             |                     |                     |
| Real Madrid                                    |                     |                     |                     |                     |
| Supercopa de España                            | 1x                  | 2017                |                     |                     |
| UEFA Champions League                          | 1x                  | 2017/18             |                     |                     |
| UEFA Super Cup                                 | 1x                  | 2017                |                     |                     |
| FIFA Club World Cup                            | 2x                  | 2017, 2018          |                     |                     |
| Atlético Madrid                                |                     |                     |                     |                     |
| Primera División                               | 1x                  | 2020/21             |                     |                     |

## Privé
Llorente komt uit een voetbalfamilie. Zijn oudoom langs vaderskant Francisco Gento speelde meer dan vijftien seizoenen voor Real Madrid en won zes keer Europacup I, een clubrecord. Ook zijn vader Francisco en diens broer Julio kwamen in het verleden uit voor Real Madrid. Langs moederszijde heeft Llorente eveneens Real Madrid-bloed: zijn grootvader langs moederszijde, Ramón Grosso, speelde zeventien jaar voor de Koninklijke (jeugd incluis). Van 1964 tot 1971 speelde Grosso samen met Francisco Gento in het eerste elftal.